# Nymphaea belophylla
Nymphaea belophylla är en näckrosväxtart som beskrevs av Trickett. Nymphaea belophylla ingår i släktet vita näckrosor, och familjen näckrosväxter. Inga underarter finns listade i Catalogue of Life.